# Зелена (Антонінська селищна громада)
Зелена — село в Україні, у Антонінській селищній громаді Хмельницького району Хмельницької області. Населення становить 294 особи.

## Історія
У 1906 році село Новосільської волості Ізяславського повіту Волинської губернії. Відстань від повітового міста 28 верст, від волості 5. Дворів 121, мешканців 748.
7 (20) листопада 1917 року, відповідно до.Третього Універсалу Української Центральної Ради, увійшло до складу Української Народної Республіки.
До 2017 орган місцевого самоврядування — Васьківчицька сільська рада.
12 червня 2020 року, відповідно до розпорядження Кабінету Міністрів України № 727-р «Про визначення адміністративних центрів та затвердження територій територіальних громад Хмельницької області», увійшло до складу Антонінської селищної громади.
19 липня 2020 року, після ліквідації Красилівського району, село увійшло до Хмельницького району.

## Видатні уродженці
- Франчук Валерій Олександрович — український художник.